# 銀藍裸背電鰻
銀藍裸背電鰻，為輻鰭魚綱電鰻目裸背電鰻科的其中一種，為亞熱帶淡水魚，分布於南美洲亞馬遜中央的Mamirauá湖流域，體長可達55公分，棲息在有沉積物、氾濫森林的底中層水域，生活習性不明。

## 扩展阅读
維基物種上的相關：銀藍裸背電鰻